# 白马酒店
白马酒店（Weisse Rössl）是一家四星级酒店和餐厅，位于上奥地利沃尔夫冈湖畔的萨尔茨卡默古特地区圣沃尔夫冈。
客栈的历史已超过500年，客人就住在圣沃尔夫冈朝圣教堂（Wallfahrtskirche St. Wolfgang）下方的客栈内。真正的“白马酒店”建于1878年。1912年，保罗•约翰•彼得接管了该酒店，这时，家族企业已经发展到第三代，目前的老板是赫尔穆特•彼得，在1990年至1999年期间曾是奥地利国会议员。
白马酒店是轻歌剧《白马客栈》（Im weißen Rössl，1930年）和电影《白马客栈》（1960年）的背景。